# 爪哇唐松草
爪哇唐松草（学名：[Thalictrum javanicum] 错误：{{Lang}}：文本有斜体标记（帮助））为毛茛科唐松草属下的一个种。

## 扩展阅读
- 維基物種上的相關：爪哇唐松草